# Medaglia commemorativa per il 1000º anniversario di Kazan'
La medaglia commemorativa per il 1000º anniversario di Kazan' (in russo Меда́ль «В па́мять 1000-ле́тия Каза́ни»?, Medal' «V pamjat' 1000-letija Kazan») è stato un premio statale della Federazione Russa.

## Storia
La medaglia è stata istituita il 30 luglio 2005 per commemorare il millesimo anniversario della fondazione di Kazan', la capitale del Tatarstan, ed è stata abolita il 7 settembre 2010.

## Assegnazione
La medaglia veniva assegnata ai residenti di Kazan' che avessero combattuto nella Grande Guerra Patriottica del 1941-1945, ai lavoratori che avessero lavorato durante la grande guerra patriottica del 1941-1945 nella città di Kazan' per almeno sei mesi o che abbiano ricevuto un ordine e una medaglia dell'Unione Sovietica per il loro lavoro nella grande guerra patriottica del 1941-1945, ai veterani del lavoro, e agli altri cittadini che hanno dato un contributo significativo allo sviluppo della città di Kazan'.

## Insegne
- La medaglia era di ottone. Il dritto recava in rilievo, l'immagine del Cremlino di Kazan' sotto un sole che sorge con i raggi si estendono lateralmente e verso l'alto, circondato dalla scritta rilievo lungo la circonferenza medaglia "In commemorazione del 1000º anniversario di Kazan'" (Russo: "В память 1000 -летия Казани "). Il rovescio recava al centro, lo stemma della città di Kazan', nella parte inferiore la scritta in rilievo "1005-2005", a sinistra lungo la circonferenza della medaglia, un ramo di alloro a destra un ramo di quercia.
- Il nastro era per metà verde e per metà rosso. Al centro vi era una sottile striscia bianca.